# Právní klinika

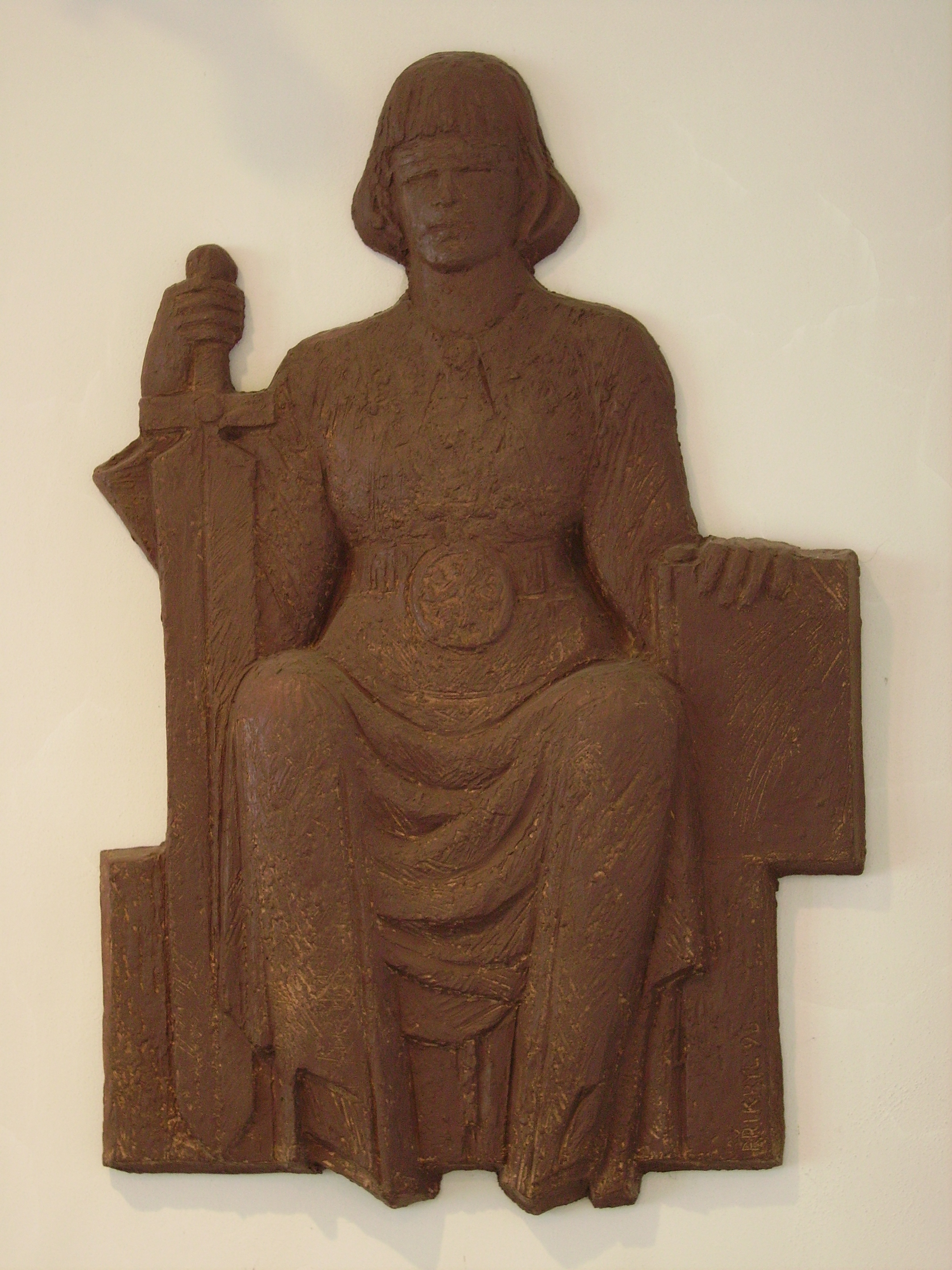
Emblém Právnické fakulty Univerzity Palackého v Olomouci
PF UP je jediná fakulta v ČR poskytující plnohodnotné klinické vzdělávání

Právní klinika je program právnické školy či fakulty umožňující studentům překonat propast mezi právní teorií a praxí a současně poskytující právní poradenství sociálně a jinak znevýhodněným klientům z řad široké veřejnosti.
Studenti mají možnost pod odborným dohledem pracovat s opravdovými případy, díky čemuž se prohlubují jejich znalosti a mohou kriticky hodnotit povahu právní profese. Hlavní důraz je kladen na překonání propasti mezi law in books (právem v knihách) a law in action (právem v akci). Studenti si osvojí souhru právní doktríny, pracovních postupů, realizaci interakce s klienty, stejně jako etický, sociální, ekonomický a politický význam právního zastoupení.
Studenti řeší případy a vyhledávají právní podklady, navrhují právní argumentaci a setkávají se s klienty. V České republice studenti právních klinik nemohou zastupovat klienty před soudy, jako je tomu například v některých státech USA.

## Cíle právních klinik
Právní kliniky mají v zásadě dva cíle:
- Vzdělávání studentů s cílem rozšířit klasický model tradičního vyučování (přednášky, semináře, cvičení) o výuku praktické aplikace práva. Účastí v klinice dostávají studenti možnost bezprostředně aplikovat znalosti nabyté v teoretických hodinách prostřednictvím poskytování právního poradenství v konkrétních případech.
- Pomoc nemajetným osobám. Kliniky umožňují sociálně znevýhodněným lidem, kteří si často nejsou vědomi svých práv, využití právní pomoci. Současně se v budoucích právnících utváří etos pro bono publico práce.

## Druhy klinického vzdělávání
Klinické vzdělávání může zahrnovat různé druhy aktivit:
- Studentská právní poradna je historicky nejtypičtějším druhem klinického vzdělávání. Typicky jsou poradny rozděleny na tematické sekce, například občanské právo, rodinné právo, pracovní právo, správní právo, atp. Za práci každé sekce odpovídá konkrétní garant, tedy vyučující fakulty specializovaný v dané oblasti, a často také praktikující právník. Studenti pod dohledem vyučujících nabízejí pro bono právní pomoc veřejnosti (obvykle těm, kteří by na ni jinak nedosáhli).

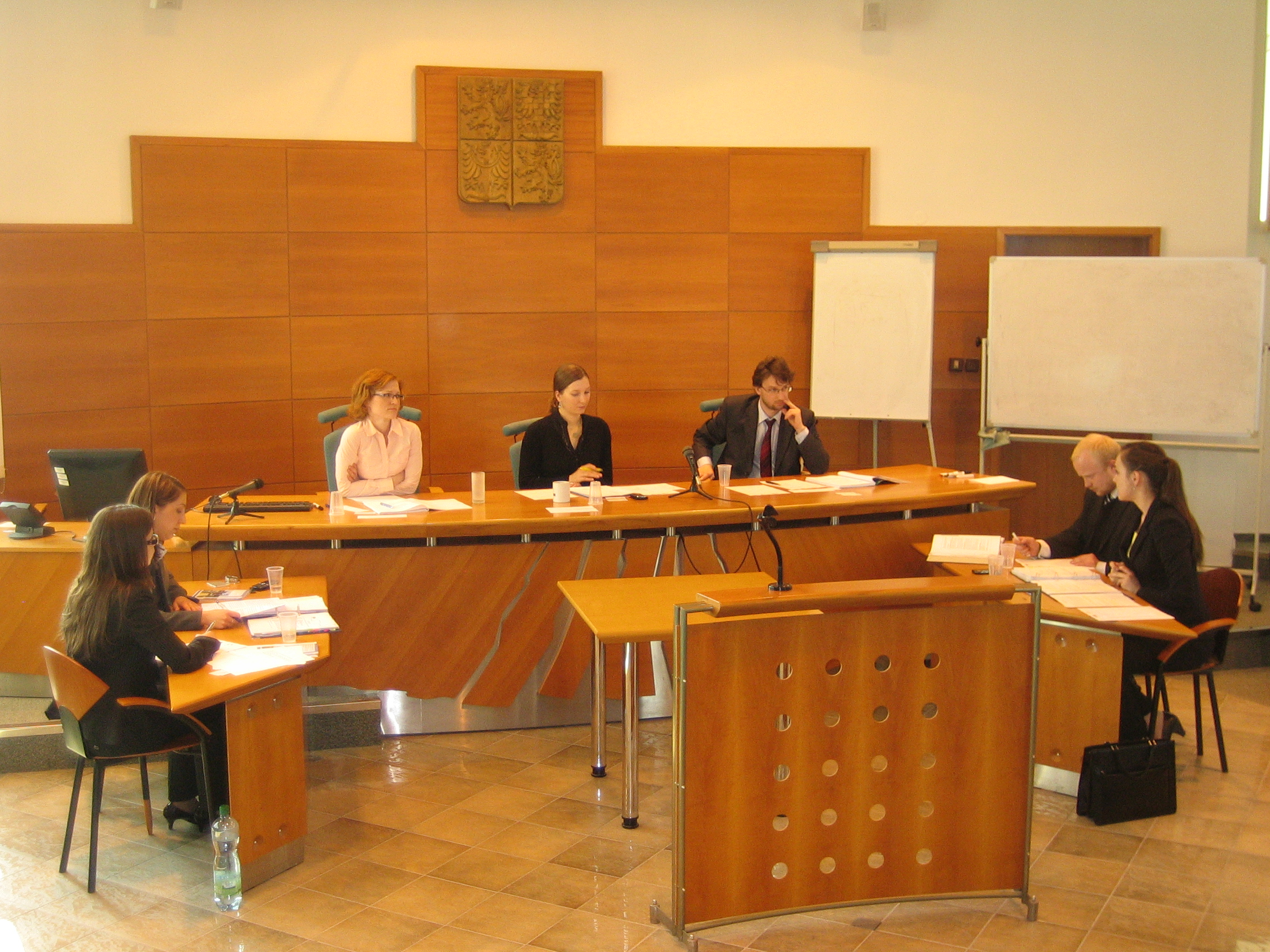
Willem C. Vis pre-moot (simulace mezinárodního rozhodčího řízení ve sporu z koupě zboží) v soudní místnosti PF UP

- Simulace – studenti se učí prostřednictvím simulování situací, které se odehrávají v právní praxi. Častá jsou například simulovaná soudní řízení, neboli moot courty. Díky nim se studenti mohou seznámit například se spletitostmi advokátní praxe. Dále mohou být využita fingovaná soudní řízení, někdy i s účastí profesionálních herců s cílem napodobit např. překážky v tvrzení a dokazování před soudem. Další druhy simulací zahrnují:
  - nácvik vyjednávání
  - nácvik inverview s klientem
  - hospodářské operace (prodej a nákup, sepsání závěti, atd.)
  - právní psaní

Přestože simulace mají vysokou vzdělávací hodnotu, chybí jim komplexnost práce s reálnými klienty a nemohou vytvořit stejné nároky, které jsou kladeny na praktikující právníky.
- Umístění (praxe) – Studenti jsou vysíláni pracovat k advokátům, soudům, atd. s cílem vystavit je reálnému prostředí. Je relativně jednoduché je zavést a současně se jedná o nejlevnější způsob, jak studenty seznámit s praxí. Nevýhodou je, že se získané zkušenosti jednotlivých studentů mohou velmi různit, a zejména je téměř nemožné zajistit zpětnou vazbu a hodnotit a rozvíjet pokrok, kterého jednotliví studenti v průběhu praxe dosáhli.

Mnoho klinik kombinuje všechny zmíněné aktivity. Tak například Právní klinika uprchlického a cizineckého práva Centra pro klinické právní vzdělávání Právnické fakulty Univerzity Palackého v Olomouci na začátku tohoto dvousemestrálního programu podrobně seznámí studenty s právní úpravou (azylové a cizinecké právo se jinak vyučuje pouze zběžně v rámci předmětu Správní právo), následně studenti procházejí simulacemi s cílem utužit získané znalosti, a v třetí části jsou vysláni pomáhat cizincům a žadatelům o mezinárodní ochranu v rámci nevládní organizace.

## Výhody
| „                                                         | Konečně je nutné si připustit, že teorie je pro praxi nezbytným nástrojem, ale také že teorie je k ničemu, pokud není spjatá s praxí, či je od ní oddělena. | “ |
| — Anton von Gapp, Erörtörung der Begriffe (Olomouc, 1828) | |   |

| „                                                                            | Proč by se studenti měli učit právo pouze pracným a obtížným způsobem? Musejí být ochuzeni o privilegium, které mají studenti medicíny či chemie, a učit se od začátku pouze to, co ve svých statích odhalili jiní? Stejně jako studenti jiných věd se musejí i studenti práva naučit, jak činit svébytné bádání, a jak, s nadsázkou řečeno, vytvořit diagnózu právních principů z reálných případů. Neexistuje žádný dobrý důvod, proč by se celá nauka práva musela studovat biflováním nezažité surové látky. V dnešní době nemůže žádná lékařská fakulta předstírat, že poskytuje kompletní vyučování, aniž by měla ve svých osnovách obsáhlou klinickou výuku. Stejně tak žádný profesor fyziky nebo chemie nevyučuje tyto obory výhradně z učebnic či obrázků ukazujících různé experimenty, jak bývalo dříve zvykem. Samozřejmě lektoři těchto věd neodhodili odborné publikace, pouze doplnili výuku z učebnic o využití laboratoře a operačního sálu. | “ |
| — Steve Sheppard: The History of Legal Education in the United States (2007) | |   |

- Učení se skrz zkušenost

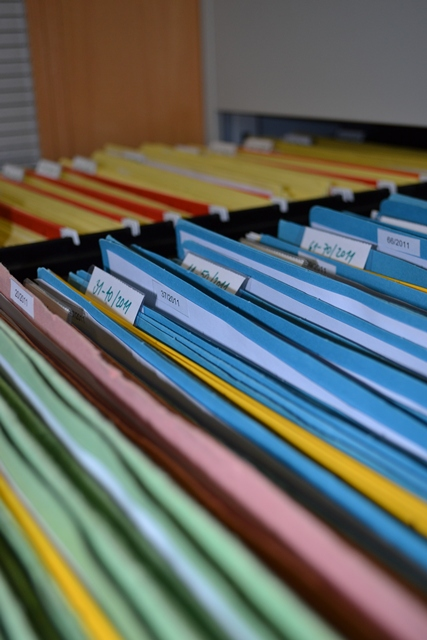
Složky s případy olomoucké Studentské právní poradny

- Získání odborných dovedností a to včetně
  - Výzkumné dovednosti
  - Komunikační dovednosti
  - Vedení interview
  - Poradenství
  - Navrhování
  - Vyjednávání
  - Řešení problémů
  - Mezilidské a sociální schopnosti
- Motivace a rozvoj studentů – Studenti pracující v klinikách jsou většinou nadšeni ze svých zkušeností. Jsou více motivováni a často i více oddáni své práci a studiu. Naproti tomu klasické vyučování je často doprovázeno rozladěním a demotivací studentů.
- Profesionální etika a odpovědnost
- Zapojení do místní komunity

## Problémy
- Integrace kliniky v rámci školy
  - Může dojít k izolaci kliniky – je nutné ji propojit s tradičními kurzy hmotného a procesního práva tak, aby byl vzdělávací přínos obou co nejvyšší
  - Bez změny celé vzdělávací filosofie hrozí, že se kliniky stanou pouze jakýmisi poskytovnami právní pomoci pro nemajetné a dojde k jejich marginalizaci
- Zajištění personálu – obvykle má pouze velmi málo vyučujících praktické zkušenosti, a z těchto ještě mnohem méně doopravdy pracovalo jakožto právníci
- Zdroje – studenti musejí mít individuální vedení, což činí kliniky mnohem dražšími, než provádění klasických přednášek pro stovky či seminářů pro tucty studentů
- Dohled a hodnocení – nedostatky na tomto poli mohou vést k tomu, že studenti budou brát kliniky jakožto podružné
- Nebezpečí veřejné služby – zejména v případě, kdy snaha poskytnout pomoc je postavena nad vzdělávací cíl kliniky
- Vztah s místními právními profesionály – ti mohou kliniku brát jako nevhodnou konkurenci, přestože jí zdaleka není: Kliniky vedou k uchýlení se k ochraně práva i osoby, které by ji jinak nevyhledaly, což může (zejména vzhledem k tomu, že v České republice studenti nemohou klienty zastupovat před soudy) vést naopak k rozšíření práce i pro zavedené právníky.

## Historie
V devadesátých letech 19. století došlo k založení několika právních poraden studenty amerických právních škol. Tyto předchůdkyně právních klinik však byly odděleny od výuky a splňovaly zejména sociální a méně již vzdělávací funkci. Mezitím v Německu v roce 1896 Dr. Georg Frommhold z Greifswaldu v časopise Deutsche Juristische Zeitung navrhl rozšíření klasického modelu výuky práva (law in books) o praktickou výuku (law in action) po vzoru medicíny. První právní kliniky pak byly založeny v desátých letech 20. století v USA (Northwestern University, Yale University a University of California). K masovému rozšíření klinického vyučování však došlo až v 60. letech v USA a v 90. letech v Británii. Mezi průkopníky klinického právního vyučování na evropském kontinentu patří Právnická fakulta Univerzity Palackého, na které zahájila činnost první právní klinika v roce 1996, přičemž dnes nabízí více než 15 klinických předmětů. Zatímco se kliniky masivně rozšířily v dalších evropských státech (viz níže), v České republice zůstalo pouze u Olomouce (s výjimkou azylových klinik v Brně a Praze, ve kterých studenti poskytují právní poradenství utečencům v rámci neziskových organizací).

### USA
Tak jako právní vzdělávání v USA prošlo změnami na začátku 20. století, vyvstala potřeba zavést praktické formy vzdělávání. Původně mladý absolvent právnické školy získal své "klinické zkušenosti" během učňovského poměru u zavedeného právníka. To samé platilo také pro studenty medicíny, kteří se zaučovali u zavedených lékařů. Nicméně na začátku 20. století již bylo pevně zakotveno vzdělávání lékařů v nemocničních klinikách. Poté, co byly zavedeny čtyřleté právní kursy na právnických školách, vzrostla naléhavost potřeby praktických forem výuky. Právní kliniky měly doplnit již zavedený soubor dobročinných právních poraden. Měly mít 10–50 míst pro studenty v závislosti na velikosti komunity, ve které by působily. Praktikující profesor měl mladé právníky vést s cílem zajistit co největší přínos kliniky pro jejich právní vzdělání. V roce 1915 byly takovéto kliniky schváleny Chicagskou advokátní komorou. Následovalo jejich schválení Komisí pro vzdělávání Newyorské advokátní komory; předseda této komise, W. V. Rowe nastínil v roce 1917 ve vydání Illinois Law Review plán, jehož cílem bylo, aby každé velkoměsto a každé univerzitní město, kde je poskytováno právní vzdělávání, mělo právní kliniku. Pokud by velikost univerzitního města nezajišťovala dostatečnou rozmanitost případů pro, jak to s nadsázkou nazval, právní nemocnici, měla být tato část právního vzdělávání vykonávána v nejbližší metropoli. I přes existenci těchto velmi raných příkladů, k opravdu masivnímu rozvoji klinického právního vzdělávání došlo až v 60. letech 20. století. V roce 1973 již mělo 85 % amerických právnických škol nějaký druh klinického vzdělávání. Mnoho jich prospívalo zejména díky penězům z Fordovy nadace, a to pod podmínkou, že budou poskytovat právní služby nemajetným občanům. V současnosti jsou právní kliniky pevnou součástí vzdělávacího programu na většině amerických univerzit.

### Velká Británie
V Británii se kliniky rozvíjely mnohem pomaleji vzhledem k nedostatku financování. I přesto však v roce 1994 mělo 13 % univerzit právní poradnu pro veřejnost. Následně dvě věci pomohly k rozšíření klinického právního vzdělávání:
- V roce 1993 se Britská advokátní komora vzdala přímé kontroly nad vzděláváním právníků, což školám umožnilo zavést vlastní programy zaměřené na vyučování dovedností. Právnická škola Cardiffské univerzity byla první. Postupně došlo k nárůstu důrazu na praktické vzdělávání; byla také založena organizace zastřešující klinické vzdělávání v zemi.
- Školy mají lepší možnosti získat finance pro vedení klinických programů, a to především díky
  - Státu, prostřednictvím programu iniciativy právních služeb pro veřejnost
  - Velkých právních firem, zejména těch z Londýnské city, které v roce 1997 založily sdružení Pro bono advokáti.

### Rusko
V druhé polovině devadesátých let bylo v Rusku založeno několik právních klinik s přímou podporou amerických právnických škol, jako například klinika Právnické fakulty Petrozavodské státní univerzity, která byla založena 20. listopadu 1995 s pomocí Vermontské právní školy, Vermontské asociace právníků a také s podporou od místní právnické komory. Kliniky postupně vznikaly po celé zemi, v roce 2009 jich bylo již na 160.

### Česká republika

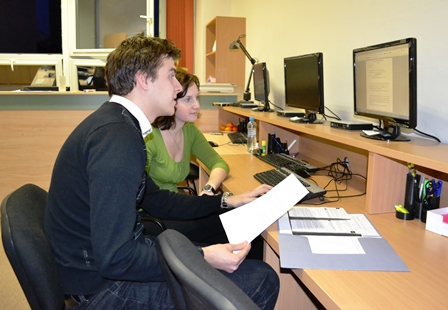
Studenti zpracovávající analýzu případu

Obnovení Právnické fakulty Univerzity Palackého v Olomouci v roce 1991 (byla zavřena v roce 1855 Habsburskou monarchií poté, co se olomoučtí studenti podíleli na revoluční bouři roku 1848) umožnilo zavedení nových přístupů do právního vzdělávání v České republice. Následujíc americký model byla na fakultě v roce 1996 otevřena první právní klinika ve Střední Evropě. O deset let později byla činnost klinik zastřešena Centrem pro klinické právní vzdělávání. V roce 2011 na fakultě fungovalo více než 15 klinických programů. Klinické metody výuky jsou v omezené míře užívány i na ostatních právnických fakultách v ČR, ovšem PF UP v Olomouci zůstává jedinou fakultou s tzv. live-client klinikou, tedy právní klinikou založenou na poskytování bezplatné právní pomoci veřejnosti. Významný podíl na rozvoji klinických forem výuky mají v ČR nevládní organizace, které se významně podílejí např. na klinikách cizineckého a uprchlického práva.
Existují snahy rozšířit klinické vzdělávání i u dalších právních fakult v České republice. Tak například v říjnu 2010 vyhlásila děkanka Právnické fakulty Masarykovy Univerzity v Brně výběrové řízení na pozici odborného asistenta pro vytvoření a výuku v oboru Právo předmětu Právní klinika: Teoretická příprava s nástupem od roku 2011.

### Polsko
V roce 1997 byla otevřena první polská právní klinika na Právnické fakultě Jagellonské univerzity. Ostrá rivalita mezi touto nejstarší polskou univerzitou a Varšavskou Univerzitou přispěla k tomu, že byla o rok později otevřena klinika i na ní. Poté, co měly kliniky dvě největší polské právnické fakulty, byly založeny kliniky u dalších právnických fakult.
Poskytování klinického vyučování a bezplatného poradenství veřejnosti se stalo pro právnické fakulty v Polsku otázkou prestiže: v akademickém roce 2005/2006 fungovalo v Polsku již 21 univerzitních právních poraden, v nichž pracovalo celkem 1279 studentů a 179 lektorů; poradny udělily téměř 10,000 právních rad. Nejvíce případů připadalo na kliniku Fakulty právní a správní Slezské Univerzity v Katowicích.
Úspěšnost klinického vzdělávání v Polsku demonstruje případ Tysiąc v. Poland, ve kterém se angažovala Právní klinika Fakulty právní a správní Varšavské Univerzity, a v němž Evropský soud pro lidská práva shledal porušení základních lidských práv žalobkyně.

### Bělorusko
První právní klinika Běloruské státní univerzity zahájila činnost v roce 2000 s cílem poskytovat právní poradenství nemajetným. Od té doby klinika poskytla pomoc více než 1000 lidem. Zavedení této stejně jako dalších běloruských právních klinik podpořil Rozvojový program OSN.

### Slovensko
V roce 2001 byla zahájena výuka Azylové kliniky Právnické fakulty Trnavské univerzity v Trnavě. Nabídka klinického vyučování se pak postupně rozrůstala (např. Občanskoprávní klinika, Klinika pracovního práva, atd.). Na právnických fakultách Univerzity Pavla Jozefa Šafárika v Košicích a Univerzity Mateja Bela v Banskej Bystrici byla zahájena klinická výuka zaměřená na street law v roce 2002, respektive 2004.

### Somaliland
V listopadu 2002 byla založena právní klinika při Právnické Fakultě Hargeyské univerzity (Somaliland). Technickou a finanční podporu kliniky zajišťuje Rozvojový program OSN (UNDP). Kromě poskytování pomoci sociálně znevýhodněným provádí klinika také osvětový program pro Somalilandskou policii, zejména co se týče oblasti práv vyšetřovaných a zadržených osob. Od roku 2006 pomáhá klinika také utečencům v Hargeyse a v Buroa.
Běh kliniky zajišťuje vedoucí, pět lektorů, tři právníci a čtyři poradci. V roce 2010 prošlo prací v klinice 82 studentů Právnické fakulty, kteří se podíleli na řešení téměř tisícovky případů, a to včetně vyřešení 146 případů pomocí mediace.

### Chorvatsko
V říjnu 2010 byla otevřena právní klinika právnické fakulty Záhřebské univerzity. Byla ustavena s podporou Chorvatského ministerstva spravedlnosti. V roce 2011 byla klinika rozdělena do 8 sekcí (včetně sekce pro public relations), byla otevřena v průběhu semestrů po 4 hodiny týdně.

### Německo
Přestože první známá zmínka o Juristische Klinik v Německu pochází z roku 1896, první právní klinika v Německu započala činnost až v zimním semestru 2010/11 na Právnické fakultě Univerzity v Hannoveru. Zatímco kliniky v USA nebo v ČR se soustředí na pomoc nemajetným klientům z řad veřejnosti, tato německá klinika poskytuje právní poradenství pouze studentům univerzity.